# Couronne australe
Corona Australis
La Couronne australe est une petite constellation de l'hémisphère sud.

## Histoire

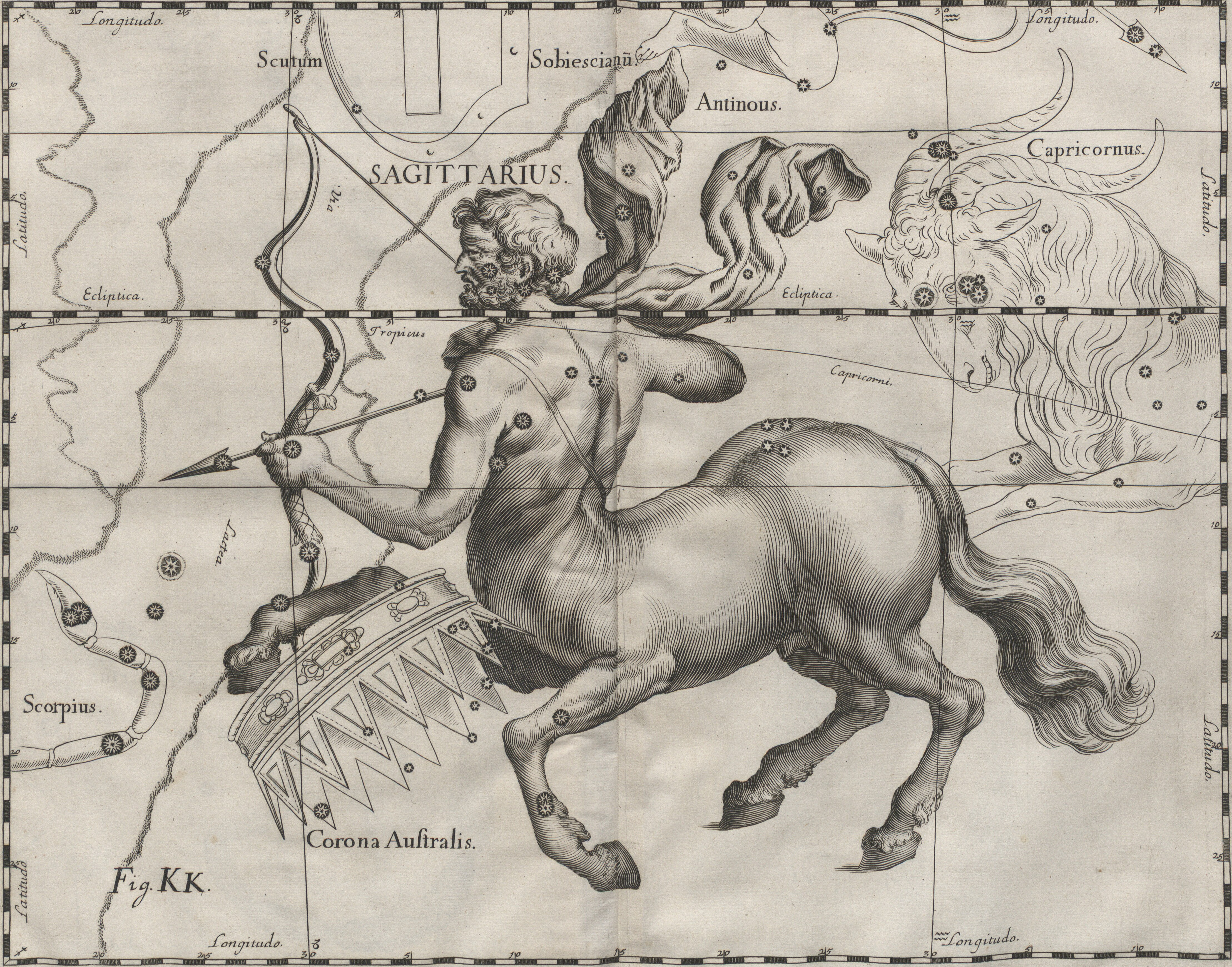
La Couronne australe dans l'Uranographia de Johannes Hevelius.

Répertoriée par Ptolémée, le nom de cette constellation fait pendant à celui de la Couronne boréale. Ses étoiles sont en effet disposées selon un arc-de-cercle qui rappelle une couronne. Il s'agirait de celle du Sagittaire, tout proche.

## Observation des étoiles

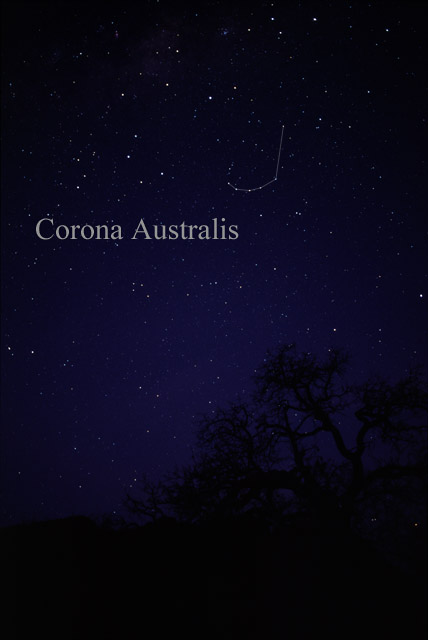
Constellation de la Couronne australe.

Visibilité nocturne de la constellation.

C'est une constellation faible (mag 4 à 5) et sa forme est nettement moins marquante que sa sœur la Couronne boréale.
La constellation se repère à partir du Scorpion, plein Est par rapport à la queue, et du Sagittaire, plein Sud par rapport au cou Nunki.

## Étoiles principales

### Alfecca Meridiana (αCoronae Australis)
La Couronne australe n'est pas riche en objets remarquables. Son étoile principale, Alfecca Meridiana (α CrA) dont le nom dérive de celui de l'étoile majeure de la Couronne boréale, Alphecca, est une étoile de 4e magnitude (4,11). C'est une étoile de classe A classique, si ce n'est qu'elle tourne très rapidement sur elle-même (180 km/s à l'équateur).

### Autres étoiles
Les autres étoiles les plus lumineuses de la constellation sont β CrA (magnitude 4,11), γ CrA (4,23) et δ CrA (4,57). γ CrA est une étoile double composée de deux étoiles de classe F8 de 5e magnitude tournant l'une autour de l'autre en 120 ans.
Le télescope spatial Hubble a découvert le 25 septembre 1997 une étoile à neutrons isolée dans l'espace dans cette constellation.

## Objets célestes
Comme la Couronne australe est dirigée vers le bord de notre Voie lactée, elle est une constellation intéressante pour une observation du ciel, malgré sa petite taille.
Cette constellation abrite l'amas globulaire NGC 6541, distant de 14 000 années-lumière et de sixième magnitude.